# Erites falcipennis
Erites falcipennis är en fjärilsart som beskrevs av Wood-mason och Niceville 1883. Erites falcipennis ingår i släktet Erites och familjen praktfjärilar. Inga underarter finns listade i Catalogue of Life.

## Bildgalleri

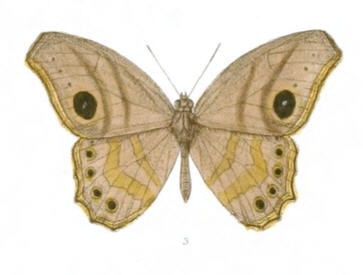
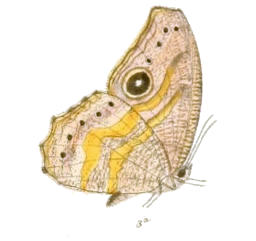